# 吉良時衡
吉良 時衡（きら ときひら、生没年不詳）は、南北朝時代の武将。三河吉良氏の庶流。兵庫允。

## 生涯
様々な異本のある吉良系図には見られない人物であるが、吉良氏嫡流である吉良満義の代官として史料に現れる。鎌倉幕府の正月恒例の行事である御的始の射手として、時衡に関係があると思われる武士が度々登場する。
建武2年（1335年）2月、信濃国で北条氏残党が活動を始め、後醍醐天皇は同国国人市河氏に対して北条氏討伐の綸旨を発給した。市河氏は守護小笠原貞宗の軍勢に属して戦ったが、時衡の名前は5月16日の着到状の承判者として現れる。当時、吉良満義は鎌倉において関東廂番を務めており、後年、満義が建武年間に信濃へ赴いたとしているので、時衡は満義の代官として派遣され、小笠原氏と討伐指揮を執ったと考えられる。
また、暦応3年（1340年）から翌年にかけて、信濃国守護代として時衡が現れる。当時の信濃守護は不明とされているが、時衡が守護代であることから満義が守護職に就いていたと考えるのが妥当である。